# HD192934
HD192934 — хімічно пекулярна зоря спектрального класу A0, що має видиму зоряну величину в смузі V приблизно  6,2.
Вона  розташована на відстані близько 409,7 світлових років від Сонця
й віддаляється від нас зі швидкістю 9км/сек.